# Magaza Stomp
Magaza Stomp är den svenske bluesmusikern Rolf Wikströms sjunde studioalbum som soloartist, utgivet på skivbolaget MNW 1981. Albumets titel kommer från det fiktiva materialet magaza, vilket omnämns av Kalle Sändare på dennes album Talmannen. 

## Låtlista
Där inte annat anges är låtarna skrivna av Rolf Wikström.
1. "Jag älskar dej ändå" – 6:47
2. "Ta saken i egna händer" – 5:10
3. "Jag tänker hålla ut" (musik: Charles Brown, svensk text: Wikström) – 5:03
4. "Vi ska bygga upp en kyrka" – 5:31
5. "Vem har skurit halsen av min näktergal" – 4:08
6. "Roffes blues" – 5:39
7. "Börja dagen med en starköl" – 4:07
8. "Magaza stomp" – 5:23
9. "Se på alla människor" – 5:16

## Medverkande
- Håkan Johansson – keyboard
- Thomas Jutterström – tenorsaxofon, tamburin
- Stefan Lund – bas
- Ali Lundbohm – trummor
- Bengt Göran Staaf – mixning, inspelning
- Johan Stengård – tenorsaxofon, barytonsaxofon
- Rolf Wikström – sång, gitarr

### Fotnoter
1. 1 2  ”Magaza Stomp”. Svensk mediedatabas. http://smdb.kb.se/catalog/search?q=Rolf+Wikstr%C3%B6m&x=0&y=0. Läst 8 januari 2013.